# (249010) Abdel-Samad
(249010) Abdel-Samad es un asteroide perteneciente al cinturón de asteroides, región del sistema solar que se encuentra entre las órbitas de Marte y Júpiter.
Fue descubierto el 26 de agosto de 2007 por Rolf Apitzch desde el observatorio de Wildberg.

## Designación y nombre
Designado provisionalmente como 2007 QE5 fue nombrado así en honor de Hamed Abdel-Samad (n. 1972), politólogo egipcio cuya serie satírica de televisión alemana “Safary through Germany” ha iniciado un amplio debate nacional.

## Características orbitales
(249010) Abdel-Samad está situado a una distancia media del Sol de 3,0136 ua, pudiendo alejarse hasta 3,109 ua y acercarse hasta 2,918 ua. Su excentricidad es 0,032 y la inclinación orbital 7,815 grados. Emplea 1910,51 días en completar una órbita alrededor del Sol.

## Características físicas
La magnitud absoluta de (249010) Abdel-Samad es 16,16.Tiene 4,171 km de diámetro y su albedo se estima en 0,037.